# Alfons Olszewski
Pour les articles homonymes, voir Olszewski.
Alfons Olszewski (né le 5 avril 1916 à Dantzig dans l'Empire allemand et mort le 12 juillet 2006 à Sopot dans la voïvodie de Poméranie) est un skipper polonais. Il participe à une édition des Jeux olympiques.
Durant la Seconde Guerre mondiale, Olszewski est emprisonné au camp de concentration du Stutthof,. Après le conflit, il se joint au club nautique de Gdynia.

## Jeux olympiques
- Jeux olympiques d'été de 1936 à Berlin  Reich allemand
  - 11e position au 6 Metre.